# Ариас Кальдерон, Рикардо
Рикардо Ариас Кальдерон (исп. Ricardo Arias Calderón; 4 мая 1933 — 13 февраля 2017) — панамский политический и государственный деятель. Вице-президент Панамы (1989—1992), министр правительства и юстиции (1989—1991). Педагог, профессор, доктор философии.

## Биография
Образование получил в Йельском университете и Сорбонне. Докторскую степень по философии получил в Практической школе высших исследований во Франции.
Вернувшись на родину, работал профессором университета, приглашённым преподавателем в нескольких университетах и других академических центрах в Латинской Америке, США и Европе, был деканом факультета гуманитарных наук и вице-президентом Флоридского международного университета.
В 1960-х годах включился в политическую жизнь, занимался реформами. Возглавляя Христианско-демократическую партию Панамы, был одним из главных лидеров гражданской оппозиции и ведущим противником военных режимов Омара Торрихоса и Мануэля Норьеги. Из-за активной борьбы за демократию был исключён из университета Панамы, находился в тюремном заключении, изгонялся из страны, на него несколько раз совершались покушения.
Позже, председатель Христианско-демократической организации Америки (ODCA), вице — президент (1989—1995) и председатель (1995—1998 и 1999 году) Христианско-демократического Интернационала.
В 1984 году безуспешно баллотировался в качестве кандидата на пост вице-президента Панамы.
После аннулированных выборов 1989 года и вторжения США в Панаму в том же году Ариас Кальдерон был приведен к присяге в качестве вице-президента Панамы при президенте Гильермо Эндара. После нарастания напряженности в правящей коалиции, Ариас Кальдерон сменил свою позицию в декабре 1992 года, заявив, что правительство не сделало всего необходимого для помощи панамцам.
В апреле 1991 года из-за разногласий с президентом Гильермо Эндарай правительственный альянс распался и Ариас Кальдерон подал в отставку. После его ухода с поста вице-президента в 1992 году, продолжал активную политическую деятельность, поддерживал проект расширения Панамского канала и выступал против экстрадиции Мануэля Норьеги.
Был обозревателем в газете La Prensa. Автор публицистических книг:
- Panamá: ¿Desastre o democracia? (1985).
- Conciencia crítica (1995).
- Discusiones democrática (1996).
- Con libertad, reflexiones de actualidad 1996—1997 (1998).
- Democracia cristiana entre la identidad y la apertura (1999).
- Democracia sin ejército, la experiencia de Panamá (2001).
- Cuba: Hoy y Mañana (2005)

Член Общества Phi Beta Kappa Йельского университета. Член Национального совета по международным отношениям Республики Панама (2004—2009).

## Награды
- Большой крест Ордена Гражданских заслуг (Испания)